# NXT Vengeance Day (2023)
NXT Vengeance Day 2023 war eine Wrestling-Veranstaltung der WWE, die als Pay-per-View auf dem WWE Network und dem Streaming-Portal Peacock ausgestrahlt wurde. Sie fand am 4. Februar 2023 im Spectrum Center in Charlotte, North Carolina, Vereinigte Staaten statt.

## Hintergrund
Im Vorfeld der Veranstaltung wurden sechs Matches angesetzt. Diese resultierten aus den Storylines, die in den Wochen vor dem Pay-Per-View bei NXT, den wöchentlichen Shows der WWE gezeigt wurden.

## Ergebnisse
| Matchart                                                       |                                 |      | | Zeit  |
| -------------------------------------------------------------- | ------------------------------- | ---- | --- | ----- |
| Singles-Match um die NXT North American Championship           | Wes Lee                         | bes. | Dijak | 17:01 |
| Tag-Team-Match um die NXT Women’s Tag Team Championship        | Fallon Henley und Kiana James   | bes. | Katana Chance und Kayden Carter (C)                                                                                         | 9:20  |
| 2-out-of-3-Falls-Match                                         | Carmelo Hayes                   | bes. | Apollo Crews | 23:31 |
| Fatal-Four-Way-Tag-Team-Match um die NXT Tag Team Championship | Gallus Mark Coffey und Wolfgang | bes. | The New Day Kofi Kingston und Xavier Woods (C), Andre Chase und Duke Hudson sowie Pretty Deadly Kit Wilson und Elton Prince | 16:46 |
| Singles-Match um die NXT Women’s Championship                  | Roxanne Perez (C)               | bes. | Gigi Dolin und Jacy Jayne                                                                                                   | 14:42 |
| Steel-Cage-Match um die NXT Championship                       | Bron Breakker (C)               | bes. | Grayson Waller | 14:25 |

| Funktion      | Name        |
| ------------- | ----------- |
| Kommentatoren | Booker T    |
| Kommentatoren | Vic Joseph  |
| Pre-Show      | Sam Roberts |
| Pre-Show      | Matt Camp   |